# Vargas Twins

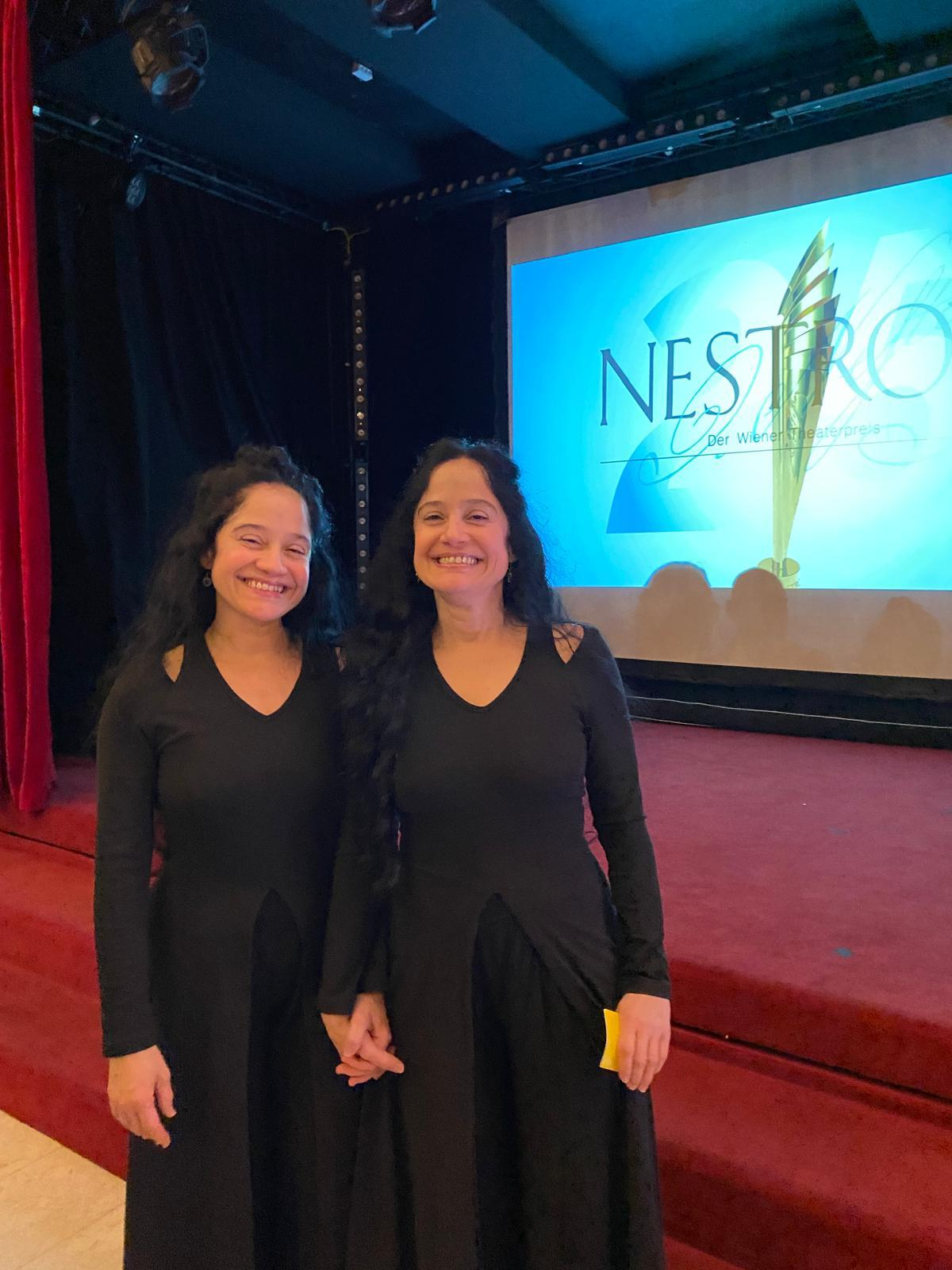
Miriam Mercedes und Mercedes Miriam Vargas Iribar bei der Nestroy-Gala 2024 (Volkstheater Wien)

Die Vargas-Twins, die eineiigen Zwillinge Mercedes Miriam Vargas Iribar und Miriam Mercedes Vargas Iribar, sind österreichische Tänzerinnen, Choreografinnen und Schauspielerinnen kubanischer Herkunft. Beide sind Mitglieder des Serapions Ensembles und haben sich in den Bereichen Tanz, Theater und Kampfkunst einen Namen gemacht.

## Leben
Die Zwillinge wurden 1971 in Guantánamo, Kuba, geboren. Beide absolvierten ihre Ausbildung an der Escuela Nacional de Arte (ENA) in Havanna mit den Schwerpunkten Moderner Tanz, Choreografie und Afrokubanische Folklore. 1996 kam Mercedes Miriam nach Wien und trat dem Serapions Ensemble bei. 2003 arbeitete sie mit der Butoh-Tanzcompagnie Ariadone unter der Leitung von Carlotta Ikeda in Bordeaux zusammen. Neben ihrer Bühnenkarriere schloss sie 2012 ein Diplomstudium in Romanistik, Literaturwissenschaft an der Universität Wien ab, gefolgt von einem Promotionsstudium in Romanistik, Sprachwissenschaft, das sie 2017 beendete. Seit 2024 studiert sie Theater-, Film- und Medienwissenschaft und ist als Dozentin für Bewegungslehre an verschiedenen Schauspielschulen in Wien tätig. Darüber hinaus arbeitet sie im Bereich Transkription und Übersetzung für Kinofilme und kooperierte dabei unter anderem mit Produktionsfirmen wie Coop99 und KGP Filmproduktion. Für KGP war sie am Film Epicentro (2021) von Hubert Sauper beteiligt. 
Beide hatten 2015 Auftritte in der österreichischen Fernsehserie Altes Geld von David Schalko.
Die Schwestern zogen im Alter von 23 Jahren nach Österreich, wo sie im Serapionstheater im Wiener Odeon tätig wurden. Beide sind Mütter. Mercedes Miriam hat eine Tochter, die Schauspielerin Gabriela García Vargas, und Miriam Mercedes hat einen Sohn. 
Ihre Zwillingsschwester Miriam Mercedes trat 1999 dem Serapions Ensemble bei. Neben ihrer künstlerischen Tätigkeit ist sie anerkannte Kung Fu-Pädagogin; 2008 wurde ihr in Volksrepublik China der 7. Grad des Kung Fu verliehen.

## Eigene Produktionen
- 1985: Martirio (Martyrium) – Choreografie: Mercedes Miriam; Darstellerin: Miriam Mercedes;[2]
- 1987: El vals del idiota (Der Walzer des Idioten) – Choreografie: Mercedes Miriam; Darstellerin: Miriam Mercedes; Teatro Mella, Havanna
- 1999: Los pasos perdidos (Die verlorenen Schritte) – Regie: Mercedes Miriam Vargas Iribar; DarstellerInnen: Miriam Mercedes, Mercedes Miriam Vargas Iribar und Jose Antonio Rey Garcia; Theater des Augenblicks, Wien

### Theater Odeon
(Erwin Piplits und Ulrike Kaufmann)
- 1996: Seltsame Unruhe (Gemeinschaftsproduktion mit Wiener Festwochen)
- 1999: Marie Magdeleine (Auftragsarbeit OsterKlang)
- 1999: Marco Polo (Auftragsarbeit Neue Oper Wien)
- 1999: Nemo, Nemo Loqvitvr
- 2000: Ni más, ni menos
- 2001: Nunaki
- 2002: Ciao Mama
- 2002: Persephone
- 2004: Serapion, mon amour
- 2005: Xenos
- 2007: Com di com com
- 2008: Alcione – mit Lorenz Duftschmid. Regie: Philipp Harnoncourt
- 2009: Follow Me – Masque of Temperaments – mit Lorenz Duftschmid
- 2009: School of Night. Choreographie: Jose Antonio Rey Garcia
- 2010: Engel aus Feuer – mit Philipp Harnoncourt
- 2011: Voilà. Choreographie: Jose Antonio Rey Garcia
- 2013: P a R a D i S o. Choreographie: Jose Antonio Rey Garcia
- 2015: Anagó. Choreographie: Jose Antonio Rey Garcia/ Serapions Ensemble
- 2016: … am Abend der Avantgarde – nach Enuma Elisch von Anna Achmatowa. Choreographie: Jose Antonio Rey Garcia/ Serapions Ensemble
- 2017: Das Rauschen der Flügel – Fidèles d’amour 1. Choreographie: Jose Antonio Rey Garcia/ Serapions Ensemble
- 2017: Rebellion – Fidèles d’amour 2. Choreographie: Jose Antonio Rey Garcia/ Serapions Ensemble
- 2018: Der Ruf – Fidèles d’amour 3. Choreographie: Jose Antonio Rey Garcia/ Serapions Ensemble
- 2018: Fidèles d’amour – Die Trilogie. Choreographie: Jose Antonio Rey Garcia/ Serapions Ensemble

(Max Kaufmann)
- 2019/2022: Lamento Allegro. Choreographie: Jose Antonio Rey Garcia/ Serapions Ensemble
- 2021/2022: Koom Posh. Choreographie: Jose Antonio Rey Garcia/ Serapions Ensemble
- 2023/2024: Salto Vitale
- Alice – mit Kristine Tornquist
- Die Puppe – mit Kristine Tornquist
- 2024/2025: Modus Vivendi

### Jacqueline Kornmüller
- 2023: Ganymed Bridge – Zusammenarbeit mit der Regisseurin Jacqueline Kornmüller und dem Schauspieler, Dramaturgen und Produzenten Peter Wolf.[3]
- 2024: Das große Heft – Bühnenadaption von Ágota Kristóf, in der beide in den Hauptrollen als Zwillingsbrüder auf der Bühne stehen und die titelgebenden Figuren zum Leben erwecken.[4]
- 2025: Blitz und Donner. Uraufführung von Jacqueline Kornmüller, mit Texten von Milena Michiko Flašar zu Briefen von Johann Strauss an Olga Smirnitskaja, begleitet von Musik von Johanna Doderer und Johann Strauss.

## Auszeichnungen
- Nominierung für den Nestroy-Theaterpreis 2024 in der Kategorie „Beste Off-Produktion“ für die Inszenierung von Das große Heft